# 巴格諾爾德角
巴格諾爾德角（英語：Bagnold Point），是南極洲的海岬，位於葛拉漢地的盧貝海岸，處於加納爾海峽和舒姆斯基灣之間的阿羅史密斯半島，現時由南極條約體系管理。